# Mahesh Bhupathi
Mahesh Bhupathi, né le 7 juin 1974 à Madras, est un joueur de tennis indien, professionnel entre 1995 et 2016 et résidant actuellement à Bombay.
Il fait partie des plus grands joueurs de double de l'histoire du tennis, avec notamment quatre victoires en Grand Chelem en soi messieurs et huit en double mixte. En 1999, avec Leander Paes, il a atteint les quatre finales des tournois du Grand Chelem (dont deux remportées), performance unique depuis Frank Sedgman et Ken McGregor en 1952.
Il se démarque par sa façon atypique de servir. Lors de sa préparation, avant d'envoyer la balle en l'air, il garde ses deux bras serrés et tendus devant lui.
Il a reçu en 2001 la Padma Shri.
En dehors du circuit professionnel, il a notamment remporté la médaille de bronze des Jeux du Commonwealth en 2010 en double avec Leander Paes.

## International Premier Tennis League
Il est à l'origine de l'International Premier Tennis League, une ligue de tennis par équipes dont la première saison se déroule en novembre-décembre 2014.

## Palmarès

### En double messieurs
| 52 titres en double | 4 G. Chelem | 4 G. Chelem | 4 G. Chelem | 4 G. Chelem | 0 Masters  | 0 Masters  | 0 Masters   | 0 Masters   | 16 Masters 1000 | 16 Masters 1000 | 16 Masters 1000 | 16 Masters 1000 | 8 ATP 500           | 8 ATP 500           | 8 ATP 500           | 8 ATP 500           | 24 ATP 250          | 24 ATP 250          | 24 ATP 250     | 24 ATP 250     | 0 JO           | 0 JO           | 0 JO           | 0 JO           |
| 52 titres en double | 35 sur dur  | 35 sur dur  | 35 sur dur  | 35 sur dur  | 35 sur dur | 35 sur dur | 1 sur gazon | 1 sur gazon | 1 sur gazon     | 1 sur gazon     | 1 sur gazon     | 1 sur gazon     | 13 sur terre battue | 13 sur terre battue | 13 sur terre battue | 13 sur terre battue | 13 sur terre battue | 13 sur terre battue | 3 sur moquette | 3 sur moquette | 3 sur moquette | 3 sur moquette | 3 sur moquette | 3 sur moquette |